# Musée d'histoire de Tōhoku
Le musée d'histoire de Tōhoku (東北歴史博物館, Tōhoku Rekishi Hakubutsukan) se trouve à Tagajō, préfecture de Miyagi au Japon. Il abrite des objets provenant de fouilles sur le site de Tagajō ainsi que d'autres sites Tōhoku. Parmi ces objets on compte une hache en jade de la période Jōmon mise au jour à Kizukuri, préfecture d'Aomori, et désignée « bien culturel important, », ainsi qu'une autre hache en jade, trouvée à Niisato, préfecture d'Iwate, également désignée « bien culturel important, ».